# Didactique de la philosophie
La didactique de la philosophie est la science de l'enseignement de la philosophie. 
On peut distinguer des questions de légitimation, de théorie et de méthode. En France, depuis les années 1990, la didactique de la philosophie a été influencée notamment par Michel Tozzi, en Allemagne, depuis les années 1980 par Wulff Rehfus et Ekkehard Martens.

## Méthodes d'enseignement de la philosophie
La philosophie peut s'enseigner par le biais de cours magistraux, dialogués ou non, ou par le biais de lectures, individuelles ou collectives, en classe ou hors la classe, de textes ou d'ouvrages philosophiques. Ces lectures peuvent être commentées par l'enseignant ou faire l'objet d'exercices de synthèse ou d'analyse réalisés par les élèves. Selon l'obscurité et la complexité des textes, l'analyse sera plus ou moins nécessaire. Il est aussi possible d'organiser des débats philosophiques à l'oral en classe ou à l'écrit sur une plate-forme numérique entre les élèves. L'enseignement de la philosophie peut aussi prendre la forme de pratiques de rédaction de différents genres de textes : essais, dissertations, aphorismes, lettres, fictions (contes, nouvelles, etc.) et poèmes.  

## Enseigner la pratique du philosopher
Michel Tozzi a introduit en didactique le concept du « philosopher ». Ainsi, le but de l'enseignement philosophique n'est pas la philosophie, mais la pratique du philosopher. Tozzi distingue trois compétences noyaux : premièrement, être capable de conceptualiser philosophiquement une notion. Deuxièmement, être capable de problématiser philosophiquement une question, ou une notion. Troisièmement, être capable d'argumenter philosophiquement une thèse.

### Revues

#### En français
- Diotime. Revue internationale de didactique de la philosophie.
- L'enseignement philosophique.
- Côté Philo. Journal de l'enseignement de la philosophie.
- Pratiques de la philosophie.

#### En anglais
- (en) Teaching Philosophy.
- (en) Journal of Didactics of Philosophy.
- (en) APA Newsletter on Teaching Philosophy.

#### En allemand
- (de) Zeitschrift für Didaktik der Philosophie und Ethik.
- (de) Information Philosophie.